# 魔女の騎士
『魔女の騎士〜ヘクセン＝リッター〜』（まじょのきし ヘクセンリッター）は、二ノ瀬泰徳による日本の漫画作品。『チャンピオンRED』（秋田書店）にて、2006年から2007年にかけて掲載された。全1巻、全6話。魔女の口付けを受けて魔女の騎士となった少年が、常に女装のまま辱めを受けながら戦うファンタジー漫画。

## 概要
小姓のコード・ブロットは迷い込んだ森で魔物に襲われ、危ういところを魔女のピーンセン・オーに助けられた。彼は魔女の口付けを受けることでピーンセンを守る魔女の騎士、コーディ・ブロットとなった。それ以来彼は魔女ピーンの気まぐれに弄ばれながらも、彼女との絆を深めていく。
一話完結の読み切り形式で『チャンピオンRED』（秋田書店）の2006年9・12月号、2007年4・6・8・11月号に掲載された。作者のデビュー作であり、本人も語っているように連載ではないが、特にコーディが読者の支持を受けて不定期に掲載され単行本にまとめられた。タイトルはドイツ語でHexenritter、魔女の騎士の意味であり、作品中でも随所の単語にドイツ語などを由来とした片仮名のルビが振られている。
見せ場では登場人物の多くがエロティックな危機に陥るが、とりわけ女装美少年のコーディがその対象となりやすい。また作者は触手責めの描写にこだわりを見せ、触手の意思までも尊重する。例えばマラートを襲う触手は胸にしか興味がないため口を責めてはいけないと編集者へ熱く説いている。直接的な局部描写こそないものの作品傾向としては成人向け漫画と重なり、単行本の描き下ろし漫画に至ってはピーンが毎朝コーディを手淫で目覚めさせるという内容である。
作者は現実が嫌いな上に現実の女性も嫌いであると公言しており、そのためにファンタジーしか描けないという。何年も『チャンピオンRED』編集部へ持込を続けた挙句編集者から、思い切ってやれ、変態になれと鼓舞され、妄想全開で描いたのが本作品である。本来なら男は描きたくないものの女性が主人公では性的に感情移入できないため、主人公を女装少年にしたとのことである。

## 登場人物
コーディ・ブロット
本名はコード・ブロット。17歳。魔女の騎士（ヘクセン・リッター）。単行本のカバーで触手によって半裸に剥かれている少年が彼である。貧乏貴族の息子で、森に迷ったところを魔女のピーンに拾われた。ピーンの騎士となって以来、三つ編みのお下げを結い、少女趣味の女装を強制されている。ただしその姿は何処から如何見ても抜群の美少女であり、美少女コンテストなどでは上位に食い込むことも（本人としては不本意ながらも）容易い。女性からの責めに弱い上に快感に対して耐性があまり無く、ピーンにドMと罵られる。弱くて臆病だがピーンを慕う気持ちは本物であり、ピーンを守るためには秘められた底力を発揮する。ピーンと肌を合わせてディープキスを受けることで「欲獣化（グリード）」して、異形の大剣を振るう騎士となる。「欲獣化（グリード）」には2段階あり、通常の服装のまま大剣を振るう状態（この状態でも人外の獣の大群を容易く殲滅させる程に高い戦闘力を示す）と、周囲の環境や状況に合わせて衣装や能力が変化する第2形態がある。そのたび衣装が変わるので作中のどの女性よりも衣装のバリエーションが多く、華やかである。ただしどんなに薄着になろうと、あるいはワンピースの水着になっても、首輪は外さない。
ピーンセン・オー
針の森（ナーデルヴァルト）で200年を生きる、伝説の大悪魔女（シャーデンヘクセン）だが、何らかの理由で一日に一回しか魔法を使えない。伝統的な魔女の帽子とマントを纏う。八重歯あり。コーディの素質を見込んで自身の騎士に仕立てたが、その後はもっぱらコーディをいじめることに喜びを見出す一方で、長年の孤独をコーディとの交わりで癒そうとしている風でもある。作者の意図では彼女が正ヒロインであり、コーディの方に人気が出たのは予想外だった。
カコ
ピーンと行動を共にする、翼のある雌トカゲの使い魔。体は小さいがコーディより強く、コーディへ戦闘指南をする。コマの片隅で細々とした受難に遭っていたりもする。
ダボット・マラート
紅葉の谷（アーホルン）を魔女プラセンシアから引き継いだ、新米の薬魔女（アルスヘクセン）。「ベルギリウスの魔女薬調合装置」を駆り、薬品の調合を得意とする。自身は巨乳だが貧乳少女に見えるコーディのことを気に入ってしまい、コーディを自分の騎士になるよう熱烈なスキンシップで誘う。進んで人助けをする朗らかな性格であるが、病的な男嫌いでもあり、男と見れば躊躇無く毒殺しようとする。作者曰く「黒魔女のピーンの対になる白魔女を出そうとしたが、これっぽちも白くない魔女が誕生した｣との事。
ロドゥ・ガウベル
「赫き呪い姫（カースドガウベル）」と恐れられた隻眼の魔女。獣の呪いを使役する力を持つ。魔女の体に付着した人外の獣の呪いを浄化するための施設、王立製塩所（サリーヌ・ロワイヤル）の所長。失われた右目はかつてピーンにえぐり取られたものだが、現在はピーンのことを敬愛している。
グーネヴィス・オカロラン
美少女コンテストを荒らしまわる少女。家の倉庫で見つけた「魔女の刺繍」の力でライバル達を蹴落としてきたが、コーディが参加した大会で術を暴走させてしまう。
エステラート
ピーンの手による呪力稼動生命体（ファビュレイター）と呼ばれる人形兵器。攻撃型の騎士であり、また自分自身を武器に変形させることができる。ピーンのことを100年間待ち続けていたが、弱い人間であるコーディがピーンの騎士となったことを知り怒りを露にする。
タコタコラ
深淵なる箱庭（コーラル・バリアリーフ）を根城とする「礁海の魔女」。相手の姿をコピーする「変身自在の泥化粧（ドッペル・オーカー）」の使い手。自分の箱庭に入ってきたピーンたちを獲物として狙うが、最初に目を付けたマラートが暴走、逆に返り討ちに遭う。

## 単行本
- 全1巻 2007年12月20日発行（11月20日発売） ISBN 978-4-253-23249-4
  - 帯に松山せいじによるコーディのイラストと推薦文